# アレックス・ミッチェル
アレックス・ミッチェル（Alex Mitchell、1997年5月25日 - ）は、プレミアシップノーサンプトン・セインツに所属するラグビーユニオン選手。

## プロフィール
- イングランド・メードストン出身[1]。
- ポジションはスクラムハーフ(SH)。
- 身長 178cm、体重 89kg
- 兄のジェームズもラグビー選手。
- U20イングランド代表に選ばれたことがある[2]。
- イングランド代表キャップは12（2024年2月現在）でラグビーワールドカップ2023のイングランド代表に選ばれた[3]。

## 略歴
バーミンガム・モーズリーRCを経て、2017年、ノーサンプトン・セインツに加入。 